# Milk & Kisses
Milk & Kisses osmi je i posljednji studijski album škotskog rock-sastava Cocteau Twins. Diskografska kuća Fontana Records objavila ga je 15. travnja 1996. u Ujedinjenom Kraljevstvu, a Capitol Records objavio ga je 14. svibnja 1996. u Sjedinjenim Američkim Državama.

## O albumu
Drugi je album Cocteau Twinsa (uz prijašnji album Four-Calendar Café) koji je izdala diskografska kuća Fontana Records. Snimanje albuma bilo je lakše i produktivnije od snimanja Four-Calendar Caféa (iz 1993.), čije su pjesme snimljene i objavljene nakon prekida 13-godišnje ljubavne veze pjevačice Elizabeth Fraser i glazbenika Robina Guthrieja. Članovi sastava tada su izbjegavali međusobne susrete i vjerovali su da neće moći dovoljno surađivati kako bi dovršili Milk & Kisses. Međutim, do 1995. odnosi među pripadnicima skupine počeli su se poboljšavati i počeli su snimati novi album. Basist Simon Raymonde izjavio je da su „zaista blisko surađivali na tom albumu”, a da na prethodnome „nije baš bilo tako”.
Međutim, u vrijeme objave bili su pod pritiskom i u lošim odnosima s izdavačem; Raymonde je izjavio da grupa „nikad nije trebala potpisati taj ugovor” dodavši da nije bila usklađena s praksom diskografske kuće te da njezin uradak nije bio jednako uspješan na tržištu poput prijašnjih izdanja, što je razočaralo izdavače. Skupina se razišla dvije godine poslije nakon neuspješna pokušaja snimanja sljedećeg uratka.
Za 25. godišnjicu objave albuma Raymonde je komentirao da snimke na uratku „nisu ni približno najbolje” u usporedbi s prijašnjima jer zvuče „prigušeno” premda je dodao da same pjesme smatra „dobrima”.
Fraser je izjavila da je naslov uratka nadahnuo telefonski razgovor s prijateljem koji ju je tješio. Izjavila je: „Suosjećao je sa mnom zbog onoga s čime sam se tad nosila i rekao je: 'Da barem mogu izvući taj otrov iz tebe. Da ga barem mogu izvući iz tebe i zamijeniti ga mlijekom i poljupcima.'.”
Pjesma „Rilkean Heart” posvećena je Jeffu Buckleyju, veliku poštovatelju djela pjesnika Rainera Marije Rilkea.

## Popis pjesama
| 1.    | »Violaine«               | 3:45 |
| 2.    | »Serpentskirt«           | 3:57 |
| 3.    | »Tishbite«               | 3:50 |
| 4.    | »Half-Gifts«             | 4:18 |
| 5.    | »Calfskin Smack«         | 4:58 |
| 6.    | »Rilkean Heart«          | 4:02 |
| 7.    | »Ups«                    | 3:34 |
| 8.    | »Eperdu«                 | 4:38 |
| 9.    | »Treasure Hiding«        | 4:55 |
| 10.   | »Seekers Who Are Lovers« | 4:45 |
| 42:45 |                          |      |

## Recenzije
| Recenzije         | Recenzije |
| Izvor             | Ocjena    |
| ----------------- | --------- |
| AllMusic          | [ 8 ]     |
| Los Angeles Times | [ 9 ]     |
| Pitchfork         | 7,4/10    |
| Sputnikmusic      | 3/5       |

Dobio je uglavnom podijeljene kritike. U recenziji za Pitchfork Jesse Dorris dao mu je 7,4 boda od njih 10 istaknuvši da Fraser „predivno izlaže svoje jezične filigrane”, a da Guthrie „stvara pravu radionicu shoegazea”. Robert Garland dao mu je tri boda od njih pet u osvrtu za Sputnikmusic zaključivši da je glazbeni stil „prelijep i katkad ugodno neugodan”, ali da „zapravo nije ključno [djelo]”.
Sandy Masuo dala mu je dvije i pol zvjezdice od njih četiri pišući za Los Angeles Times i izjavila je da sastav „leprša iznad bujna zvuka koji često podsjeća na rad Angela Badalamentija na Twin Peaksu, ali bez sumornosti”. U recenziji za AllMusic Heather Phares dala mu je dvije i pol zvjezdice od njih pet izjavivši da je riječ o „predivnu i bujnu, ali pomalo zastarjelu i nezanimljivu albumu koji preplavljuje slušatelja, no bez ikakva učinka”; zaključila je da „Milk & Kisses ne govori ništa”, ali da „to govori prekrasno”.

## Zasluge
| Cocteau Twins - Elizabeth Fraser – vokal, izvedba, produkcija, tonska obrada - Robin Guthrie – izvedba, produkcija, tonska obrada - Simon Raymonde – izvedba, produkcija, tonska obrada | Ostalo osoblje - Lincoln Fong – tonska obrada - Mitsuo Tate – tonska obrada - Des Ward – tonska obrada - Spiros Politis – fotografija - Blue Source – omot albuma |

## Ljestvice
| Ljestvica              | Najviša pozicija |
| ---------------------- | ---------------- |
| Australija             | 64.              |
| Belgija (Valonija)     | 48.              |
| Kanada                 | 53.              |
| SAD (Billboard 200)    | 99.              |
| Škotska                | 24.              |
| Ujedinjeno Kraljevstvo | 17.              |